# قرن الظباء (الحيمة الخارجية)

تعديل مصدري - تعديل

قرن الظباء هي إحدى قرى عزلة بيت الجريدي بمديرية الحيمة الخارجية التابعة لمحافظة صنعاء، بلغ تعداد سكانها 266 نسمة حسب تعداد اليمن لعام 2004.